# Прокаїнамід
Прокаїнамід  (англ. Procainamide, лат. Procainamidum), також Новокаїнамід — синтетичний препарат, що є похідним амідних анестетиків (новокаїну), та належить до антиаритмічних препаратів Іа класу. Прокаїнамід може застосовуватися як перорально, так і парентерально (внутрішньовенно або внутрішньом'язово).

## Історія
До початку Другої світової війни основними протиаритмічними засобами були алкалоїди хінного дерева, які є метаболічними попередниками хінідину. Із початком війни основне джерело постачання сировини хінного дерева — Індонезія — було окуповане Японією, що прискорило дослідження по розробці нових антиаритмічних препаратів. У результаті цих досліджень встановлено, що подібний ефект до хінідину дає місцевий анестетик прокаїн. Ще у 1936 році Маутц виявив, що при застосуванні прокаїну підвищується поріг збудливості міокарду, що можна було розцінити як основу антиаритмічної дії препарату. У подальших дослідженнях, щоправда, встановлено, що прокаїн має невелику тривалість дії у зв'язку із швидким гідролізом у тканинах, і при його застосуванні спостерігається значна кількість побічних ефектів, у тому числі виражений тремор і зупинка дихання. Усі ці фактори призвели до подальшого пошуку заміни прокаїну як антиаритмічного засобу. Подальші дослідження показали, що метаболіт прокаїну — прокаїнамід — має антиаритмічну дію, та позбавлений вказаних вище негативних властивостей. Прокаїнамід був уперше зареєстрований у США у 1950 році під торговельною маркою «Пронестил». З 1951 року маркетинг препарату проводить компанія «Bristol-Myers Squibb». У подальших дослідженнях прокаїнаміду було доведено ефективність препарату при шлуночкових аритміях, але спостерігалась також значна кількість побічних ефектів препарату, включно з вовчакоподібним синдромом. Ці негативні ефекти прискорили подальші наукові дослідження по розробці менш токсичних і більш ефективних антиаритмічних препаратів.

## Фармакологічні властивості
Прокаїнамід — синтетичний антиаритмічний препарат Іа класу. Механізм дії препарату полягає у інгібуванні швидких натрієвих каналів. Прокаїнамід має також мембраностабілізуючі властивості, та зменшує швидкість деполяризації у фазі 0. Прокаїнамід сповільнює провідність, більше по передсердях і шлуночках, менш виражено в атріовентрикулярному вузлі. Прокаїнамід подовжує тривалість та ефективний рефрактерний період потенціалу дії кардіоміоцитів, більш виражено — в ураженій частині міокарду. Прокаїнамід також знижує збудливість міокарду передсердь та шлуночків. Прокаїнамід має також місцевоанестезуючі властивості. Прокаїнамід також пригнічує активність ектопічних вогнищ у міокарді. Прокаїнамід ефективний при застосуванні у випадку як шлуночкової екстрасистолії та шлуночкової тахікардії, так і пароксизму миготливої аритмії і надшлуночкової аритмії, а також порушенням ритму, пов'язаним із додакковими шляхами проведення імпульсу (у тому числі із синдромом WPW). При введенні прокаїнаміду спостерігається розширення артеріол, що може супроводжуватися значним зниженням артеріального тиску, хоча ймовірність виникнення цього побічного явища при застосуванні прокаїнаміду легше контролювати, ніж при застосуванні хінідину, шляхом титрування швидкості введення препарату. Скоротливість міокарду при застосуванні прокаїнаміду пригнічується у меншому ступені, ніж при застосуванні хінідину, у зв'язку із меншим впливом прокаїнаміду на кальцієві канали. Особливістю метаболізму прокаїнаміду є різна швидкість метаболізму препарату в окремих осіб, які поділяються на так званих «повільних» та «швидких ацетиляторів», припускається, що пацієнти з повільним метаболізмом прокаїнаміду можуть бути схильними до виникнення вовчакоподібного синдрому.

### Фармакокінетика
Прокаїнамід добре та майже повністю всмоктується у шлунково-кишковому тракті, біоступність при пероральному прийомі становить 85 %. При парентеральному застосуванні біодоступність становить 100 %. Препарат у незначній кількості(на 15—20 %) зв'язується з білками плазми крові. Максимальна концентрація препарату в крові досягається протягом 1—2 годин після перорального застосування. Прокаїнамід проникає через плацентарний бар'єр та виділяється в грудне молоко. Метаболізується препарат у печінці з утворенням як активного, так і неактивних метаболітів, існує значна варіабельність метаболізму прокаїнаміду. У хворих із серцевою або нирковою активний метаболіт препарату може кумулювати в крові до токсичних концентрацій, тоді як концентрація самого прокаїнаміду в крові залишається у межах норми. Виводиться препарат у вигляді метаболітів переважно із сечею у незміненому вигляді, незначна частина препарату виводиться із жовчю. Період напіввиведення препарату становить у середньому 2,5—4,5 годин, при нирковій недостатності цей час може складати 11—20 годин, і може також збільшуватися при печінковій недостатності.

## Показання до застосування
Прокаїнамід застосовується при шлуночковій екстрасистолії, шлуночковій тахікардії, пароксизмі миготливої аритмії або фібриляції передсердь.

## Побічна дія
Прокаїнамід має високий рівень токсичності, і при його застосуванні побічні ефекти спостерігаються часто. При тривалому прийомі найчастішим побічним ефектом є вовчакоподібний синдром, який виникає у 30 % випадків тривалого застосування препарату. Найхарактернішими побічними ефектами прокаїнаміду є:
- Алергічні реакції — висипання на шкірі, свербіж шкіри.
- З боку травної системи — гіркота в роті.
- З боку нервової системи — головокружіння, судоми, порушення координації рухів, міастенія, депресія, головний біль, галюцинації.
- З боку серцево-судинної системи — частіше при внутрішньовенному застосуванні артеріальна гіпотензія, колапс, порушення внутрішньопередсердної або внутрішньошлуночкової провідності, зупинка серця.
- З боку кровотворної системи — лейкопенія, агранулоцитоз, тромбоцитопенія, нейтропенія, агранулоцитоз, гіпопластична анемія, гемолітична анемія; при тривалому застосуванні при розвитку лейкопенії та тромбоцитопенії кровотечі з ясен, погіршення заживлення ран, збільшення частоти мікробних інфекцій.

## Протипокази
Прокаїнамід протипоказаний при підвищеній чутливості до препарату, синоатріальній або AV-блокаді II—III ступеня (без наявності кардіостимулятора), хронічній серцевій недостатності, важкій артеріальній гіпотензії, кардіогенному шоці, аритмії внаслідок інтоксикації серцевими глікозидами, фібриляції шлуночків, важкій нирковій недостатності. Згідно інструкції, застосування препарату при вагітності та годуванні грудьми, а також печінковій недостатності допускається лише по життєвих показах.

## Форми випуску
Прокаїнамід випускається у вигляді желатинових капсул по 0,25; 0,375; 0,5 та 1,0 г; ампул по 5 мл 10 % розчину та флаконів по 10 мл для парентерального застосування.